# Алекс Арсе
Алекс Арсе (ісп. Alex Arce; нар. 16 червня 1995, Карапегуа) — парагвайський футболіст, нападник еквадорського клубу «ЛДУ Кіто» та національної збірної Парагваю.

## Клубна кар'єра
Народився 16 червня 1995 року в місті Карапегуа. Вихованець футбольної школи клубу «Серро Портеньйо». Дорослу футбольну кар'єру розпочав 2017 року в основній команді того ж клубу, в якій провів, утім, лише один матч чемпіонату. 
Протягом 2019—2020 років захищав кольори клубу «Рубіо Нью» на рівні другого дивізіону парагвайської першості.
2021 року став гравцем іншої друголігової команди, «Спортіво Амельяно», за яку у першому ж сезоні забив 25 голів у 32 іграх першості, допомігши їй тим самим здобути підвищення у класі до Прімери. Наступного сезону продовжував бути основним гравцем «Спортіво», проте в елітному дивізіоні демонстрував значно меншу результативність.
Попри це 2023 року перебрався до Аргентини, ставши гравцем «Індепендьєнте Рівадавія», також представника місцевого другого дивізіону. Знову продемонстрував непересічну результативність — 26 голів за 31 гру.
2024 року став гравцем еквадорського «ЛДУ Кіто», в якому продовжив забивати ледь не в кожній грі першості.

## Виступи за збірну
2024 року дебютував в офіційних матчах у складі національної збірної Парагваю.
У складі збірної був того ж року учасником розіграшу Кубка Америки у США, де виходив на поле у двох іграх.
| Дата       | Місто      | Господарі | Результат | Гості    | Турнір                       | Голи | Примітки |
| ---------- | ---------- | --------- | --------- | -------- | ---------------------------- | ---- | -------- |
| 7-6-2024   | Ліма       | Перу      | 0 – 0     | Парагвай | товариський матч             | -    | 65'      |
| 11-6-2024  | Сантьяго   | Чилі      | 3 – 0     | Парагвай | товариський матч             | -    | 71'      |
| 16-6-2024  | Панама     | Панама    | 0 – 1     | Парагвай | товариський матч             | -    | 64'      |
| 24-6-2024  | Х'юстон    | Колумбія  | 2 – 1     | Парагвай | Копа Америка 2024 - 1-й етап | -    | 79'      |
| 28-6-2024  | Парадайз   | Парагвай  | 1 – 4     | Бразилія | Копа Америка 2024 - 1-й етап | -    | 73'      |
| 6-9-2024   | Монтевідео | Уругвай   | 0 – 0     | Парагвай | Відбір до ЧС 2026            | -    | 61'      |
| 10-9-2024  | Асунсьйон  | Парагвай  | 1 – 0     | Бразилія | Відбір до ЧС 2026            | -    | 67'      |
| 10-10-2024 | Кіто       | Еквадор   | 0 – 0     | Парагвай | Відбір до ЧС 2026            | -    | 67'      |
| Усього     |            | Матчів    | 8         |          | Голів                        | 0    |          |

## Титули і досягнення
- Чемпіон Парагваю (2): 2015А, 2017К
- Чемпіон Еквадору (1): 2024
- Володар Кубка Парагваю (1): 2022
- Володар Суперкубка Парагваю (1): 2022
- Володар Суперкубка Еквадору (1): 2025